# Свято-Троицкий собор (Щигры)
Свя́то-Тро́ицкий собор — православный храм в городе Щигры Курской области, кафедральный собор Щигровской епархии Русской православной церкви.
Открыт для прихожан с 1801 года. При храме создано Свято-Троицкое братство, являющееся одним из самых крупных производителей резной церковной утвари в России (ныне выделено как самостоятельная структурная единица митрополии).
Настоятелем храма с 23 июня 2015 года является епископ Паисий (Юрков).

## История
Каменный Свято-Троицкий храм в Щиграх был построен в 1796—1801 годах, в соответствии с «Планом городу Щигрову», утверждённым Екатериной II 10 мая 1785 года. По другим данным строительство было завершено в 1802 году. Храм первоначально представлял собой однокупольную церковь, пять колоколов были установлены на столбах.
Позднее храм был перестроен, предположительно на пожертвования прихожан, поскольку сведений об этом не сохранилось. В результате перестройки он стал пятикупольным, рядом была построена высокая колокольня. В храме было пять престолов: главный во имя Живоначальной Троицы, в приделах с правой стороны — во имя Пресвятой Богородицы в честь её иконы Неопалимая Купина и Тихвинская, с левой — во имя Святого Митрофана, епископа Воронежского, в верхнем приделе с правой стороны — во имя святителя Николая Чудотворца, с левой — во имя Святого Тихона, епископа Воронежского и Задонского чудотворца. Церкви также принадлежали каменная сторожка и пятнадцать каменных лавок, одна из которых служила для продажи свечей. При храме действовала библиотека церковной литературы.
После Октябрьской революции 1917 года для церкви наступили трудные времена. Троицкий собор был закрыт[когда?]. В здании храма был размещен зернопродуктовый склад. В 1930 году с храма сняли кресты и колокола, а купола были разрушены. Постановлением Президиума Щигровского горсовета депутатов 13 января 1930 года бывшее здание храма было передано под дом культуры и отдыха.
Во время Великой Отечественной войны колокольня была разрушена в результате бомбардировки немецкой авиацией. В период оккупации в здании храма были устроены конюшня и пекарня.
После войны Свято-Троицкий храм был восстановлен. Богослужения возобновились в 1947 году. Последний настоятель Глинской пустыни архимандрит Модест (Гамов), после её закрытия, служил в этом храме.
19 мая 1987 года настоятелем храма был назначен иеромонах (впоследствии —архимандрит до апреля 2011г, ныне митрополит) Зиновий (Корзинкин), который оставался на этом посту до апреля 2011 года. В 1988 году при храме открылась воскресная школа. В середине 1990-х Зиновием организуется Свято-Троицкое братство, которое занимается возрождением церковных ремёсел и специализируется на изготовлении предметов церковно-прикладного искусства.

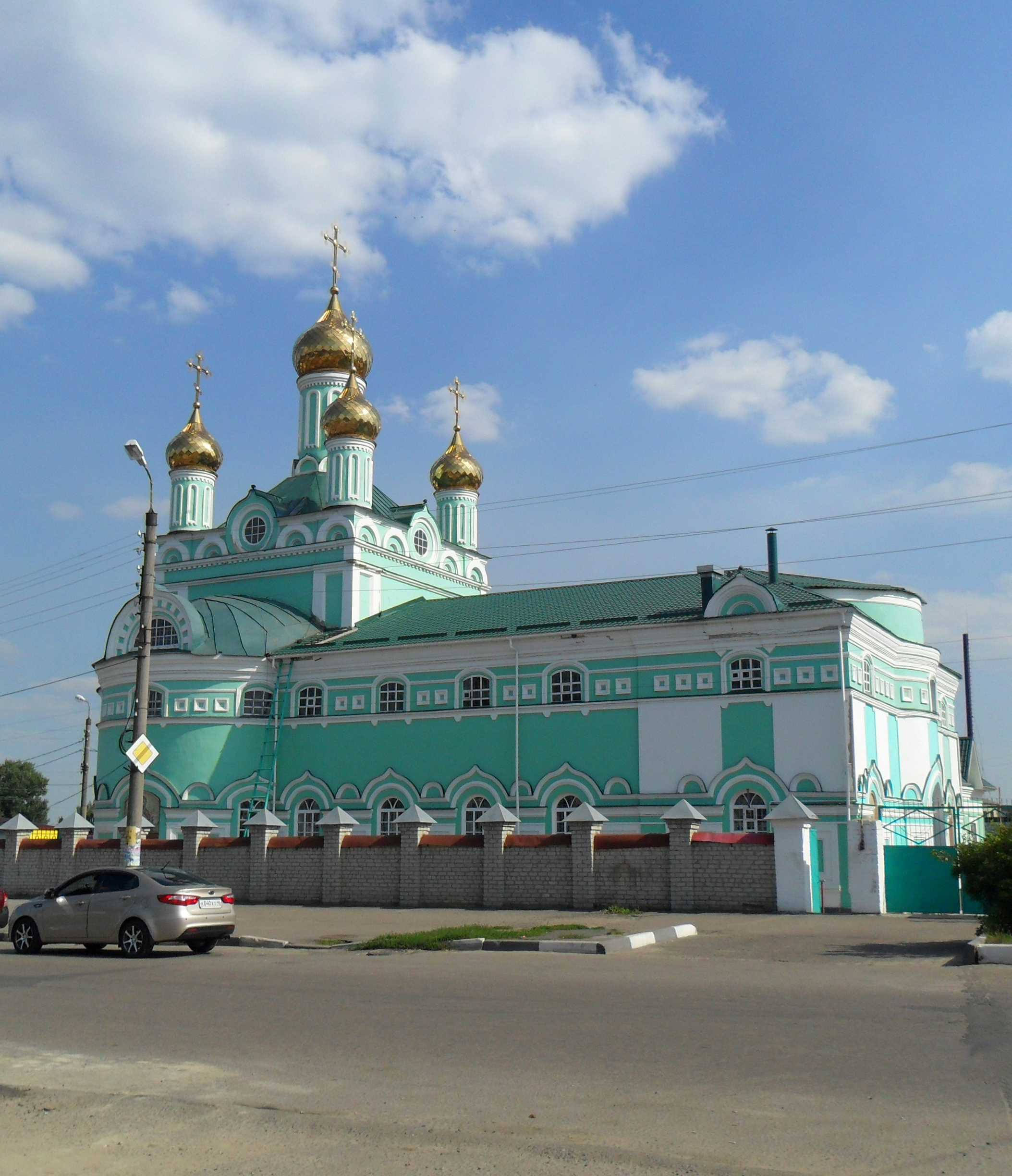
Храм в 2013 году

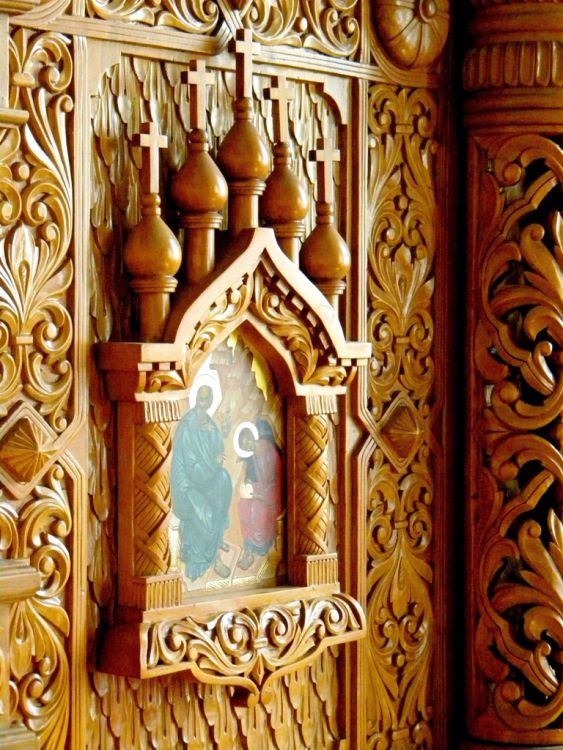

В 2007 году были восстановлены купола храма. По состоянию на 2007 год функционируют два придела: Центральный и Никольский.
Настоятелем храма с апреля 2011 года по апрель 2012 года являлся отец Кирилл (Мадекин).
С 6 апреля 2012 года по 23 июня 2015 года. настоятелем храма назначен Игумен Роман (Архипов).- (с 23 июня по 18 сентября — ключарь собора.)
С 23 июня 2015 года настоятельство в соборе преосвященный Паисий, управляющий Щигровской епархией возложил на себя. (Указ № е-46 от 23.06.2015 г.)
В связи с образованием Щигровской епархии (26 апреля 2012 года) храм стал кафедральным собором. (Указ № е-46 от 23.06.2015 г.)